# 경신 대기근
경신 대기근(庚辛大飢饉)은 조선 현종 재위기간인 1670년(경술년)과 1671년(신해년)에 있었던 대기근이다. 한국 역사상 전대미문의 기아 사태였으며, 그 결과는 파멸적이었다. 조선 8도 전체의 흉작이라는 초유의 사태가 발생했으며, 당시 조선 인구 1200~1400만 명 중 약 최소 15만에서 최대 85만 명이 사망하는 피해를 입었다.
| “ | 가엾은 우리 백성들이 무슨 죄가 있단 말인가. 아, 허물은 나에게 있는데 어째서 재앙은 백성들에게 내린단 말인가. | ” |
|   | — 조선 현종, 《조선왕조실록》 〈현종실록〉 18권 및 〈현종개수실록〉 22권, 1670년 5월 2일 두 번째 기사.       |   |

《조선왕조실록》 〈현종실록〉과 〈현종개수실록〉을 살펴보면 1670년 한 해동안 온갖 자연재해가 집중해서 일어났으며, 이듬해인 1671년에 조정에서 구휼에 적극적으로 나섬에도 불구하고 엄청난 수의 백성들이 죽어갔음을 알 수 있다. "굶어 죽은 시체가 계속 이어지고 있어 장차 살아남는 사람이 없게 생겼으니, 더 말씀드려 무엇 하겠습니까. 매일 밥상을 마주할 때마다 목에 바늘이 걸린 것만 같습니다." 당신 함경도 관찰사로 있던 남구만은 집안 어른에게 편지를 보내 그 참상을 전했다.
경신 대기근은 소빙기로 인한 17세기의 범세계적 기상이변의 연장선에 있었으며, 20여년 뒤 숙종 재위기인 1695년의 을병대기근 때 다시 심각한 피해를 입는다. 이 때 사람들은 농사기구인 소를 관청에 신고하지 않고 도살했으며, 심하면 사람고기까지 먹었다고 한다. 그러나 나라는 처벌도 하지 못했다고 한다.

## 사건 경과
특별한 언급이 없는 한, 모든 시간 표기는 음력 기준이다.

### 1670년 경술

#### 천문
1월 1일, 해무리가 졌는데 안쪽이 붉은 색이고 바깥쪽이 푸른 색이었다. 이틀 뒤인 1월 3일에는 지난 해(1669년) 12월 29일에 평안도에 흰 무지개가 뜨고 삼중 햇무리가 나타났다는 보고가 올라온다. 1월 11일에 또 달무리가 생겨 목성과 달을 동시에 둘렀으며, 다음달인 2월 9일에 달무리가 지고, 2월 12일에는 해무리가 졌으며, 2월 14일에 또다시 해무리가 졌다. 1월 13일에는 지난 9일에 황해도에 우레가 쳤다는 보고가 올라왔다. 이런 흔치 않은 현상을 ‘불길한 징조’로 여긴 것은 단순히 중세적 미신일 수도 있지만, 무지개와 무리가 며칠동안 연속적으로 보였다는 것은 그 이전에 많은 비가 오랫동안 내렸다는 것을 의미한다. 서울과 황해도에서 거의 동시에 우레가 발생한 것 역시 광범위한 호우가 있었다는 것을 방증한다. 3월 11일에 또다시 졌다.
1월 6일부터 한 달 가까이 금성이 낮에도 보여 불안감을 자아냈고, 1월 8일에 서울에, 1월 9일에는 평안도에, 1월 10일에는 서울에 유성이 나타났는데, 평안도의 경우 아예 운석이 떨어졌다. 동시다발적인 유성의 출현은 이 당시 지구가 유성군을 지나는 바람에 우주 먼지로 인해 일조량이 감소했을 가능성을 시사한다. 21일에도 꼬리가 2~3척이나 되는 유성이 묘성(昴星: 현재의 플레이아데스 성단) 아래에서 나타나 땅으로 떨어졌으며, 유성은 2월 5일에 또다시 나타났다. 윤달 2월 11일, 오시부터 유시까지(대략 정오경에서 저녁 식사때 즈음까지) ‘마치 먼지가 내리는 듯’ 날이 컴컴해졌다. 같은 달 29일에는 꼬리가 5~6장(丈)이나 되는 유성이 떨어졌으며, 한참 뒤인 5월 13일에는 또 다시 유성이 발견되었다. 모양이 병 모양이었고 빛이 땅을 비추었다.

#### 지진
1월 4일, 지난 12월 12일에 전라도에 문과 창문이 모두 흔들릴 정도의 강한 지진이 발생했다는 보고가 올라왔다. 윤달 2월 16일에 경상도 거창에 지진이 일어났는데 다음 달 6일에 서울에 보고되었다. 윤달 2월 21일에 경기도 교동에서 지진이 있었음이 24일에 보고되었다. 바로 이틀 뒤인 23일에 경기도 통진(현 경기도 김포시)에서 지진이 일어나 28일에 보고되었다. 5월 12일에는 황해도에 지진이 났음이 보고되었다.
한참 뒤인 7월 16일, 경상도 동래(현 부산광역시 동래구)에 지진이 발생했음이 보고되었다.

#### 역병
2월 15일, 충청도에서 역병이 창궐해 80여 명이 죽었다. 윤달 2월 11일, 무슨 병인지 구체적으로 명시되지는 않았지만, 평안도에서 역병이 창궐해 1천 3백 명이 감염되었다는 보고가 올라왔다. 3월 7일, 경상도에 역병이 창궐해 1천 명 이상이 감염되었다는 보고가 올라왔다. 4월 1일에 충청도에 또다시 역병이 돌아 죽는 자가 연달았다. 4월 5일에는 제주에 역병이 돌아 역시 죽는 자가 연달았다.

#### 냉해
윤달 2월 26일, 서울에 때늦은 눈과 우박이 내렸다. 오후에는 눈과 비가 섞여 내렸다. 윤달 2월 28일, 경상도에 크기가 새알만한 우박이 내렸음이 3월 8일에 보고되었다. 3월 25일, 평안도에 서리가 내렸음이 4월 7일에 보고되었다. 평안도는 이어 3월 27일, 4월 6일, 4월 7일에 연이어 서리 우박이 내려 곡식의 싹이 죽고 목화•삼베가 모두 피해를 입었으며, 심지어는 3월에 눈까지 내리는 기현상을 보인다. 4월 6일에는 경기도에 우박이 내려 밀과 보리가 피해를 입었다. 전라도와 경상도는 4월 8일에 서리가, 4월 9일에 우박이 내렸으며, 동시에 매우 가물었다. 4월 16일에 함경도에 우박이 내렸는데, 5월 5일에 보고되었다. 4월 23일에는 전라도에서 밤마다 서리가 내려 농작물이 피해를 입는다는 보고가 올라왔다. 4월 28일에는 원양도(현대의 강원도)에 우박이 내렸다. 5월 7일, 평안 감사의 보고가 도착했다. 평안도에 연일 우박이 내려 땅에 반 자(약 15 cm)나 쌓였으며, 동시에 가뭄이 너무 심각하여 농사가 가망이 없다는 내용이었다. 5월 9일에는 경기도에 우박이 내려 5월 12일에 보고되었다. 5월 16일에는 원양도와 황해도에 우박이 내렸음이 보고되었다. 5월 17일에 평안 감사의 보고를 올렸는데, 그 내용이 기가 막혔다. 우박으로 인해 벼가 상한 것은 물론, 오리알 만한 크기의 우박이 쏟아져 반 자나 쌓이고, 네 살짜리 아이가 그 우박에 맞아 죽었으며, 꿩•토끼•까마귀•까치 등 짐승들이 숱하게 죽었다. 5월 22일에는 지난 5월 5일에 평안도에서 우박이 내렸음이 보고되었다. 가뭄이 물러가고 홍수가 시작된 6월에는 다시 평안도에서 우레와 바람을 동반한 우박이 내렸다. 6월 16일에 또다시 평안도에 우박이 내려 곡식이 상했는데, 7월 11일에 보고되었다. 7월 11일에는 또 지난 6월 5일에 함경도에 비둘기 알 만한 우박이 내렸음이 보고되었다.

#### 한발
3월 20일, 예조에서 임금에게 기우제를 지낼 것을 청했고, 임금이 이에 따랐다. 이때쯤 하여 이 가뭄과 이상기후가 보통 일이 아니라는 것이 인식되기 시작했는데, 3월 23일에 서울뿐 아니라 각지의 성황당, 우사단에 관원을 파견해 기우제를 지냈다. 3월 25일에 지평 유연이 “서울에는 기우제를 지냈는데, 외방에는 겨를이 없어서 지내지 못한다”고 고한 것으로 보아 가뭄이 전국적으로 확산된 것으로 보인다. 3월 28일에 종묘•사직•북교에 사람을 보내 다시 기우제를 지냈다. 하지만 이런 노력도 헛되이 4월 1일에 황해도에 큰 가뭄이 들었다는 보고가 올라온다. 4월 4일, 4월 9일, 4월 10일에 다시 기우제를 지냈는데도 효과가 없자 종묘와 사직에 일반 관원이 아닌 대신을 파견해 제사를 지내게 하라는 명령을 내렸다.
네 번째 기우제를 지냈던 4월 9일에 양심합에서 임금과 대신들이 나눈 대화를 살펴보면, 비가 너무 오지 않아 도저히 파종을 할 수 없는 지경이라는 것이 드러난다. 또한 이 때 대신들은 ‘약간이나마 비가 와서 밀이나 보리는 살 수 있다’고 주장했으나, 이미 지난 한 달동안 비가 오지 않아 밀과 보리가 모두 말라 죽은 뒤였다. 다섯 번째 기우제인 4월 10일 기우제를 지내던 도중 비가 올 듯 하자 다음날 기우제를 중단했다. 4월 14일에 비가 조금 오자 기우제를 또 중단했다. 그러나 이때 서리 우박이 내리고 있던 경상도와 전라도, 즉 양남 지방은 가뭄이 더욱 심해졌고, 특히 전라도는 보리가 마르고 모가 타는 지경에 이르렀다.
4월 27일에 여섯 번째로 기우제를 지냈다. 그러나 이틀 뒤인 4월 29일, 평안도에 한재(旱災), 즉 재난 급의 가뭄이 일어났다는 보고가 접수되었다. 5월 2일에 임금이 내린 하교를 보면, “들판이 모두 타버려서 밀 보리를 수확할 수 없게 되었고 파종 시기를 놓치게 되었다”고 언급하고 있다. 다음날 정원이 이 비망기 내용이 매우 좋으니, 대중에 공개할 것을 청했고, 임금이 윤허하여 반포하였다. 5월 7일에는 우박과 가뭄이 너무 심각해 농사가 가망이 없다는 평안 감사의 보고가 도착했다. 혹독한 가뭄이 이어지는 가운데 5월 10일, 여덟 번째 기우제를 시행하라는 명령이 내려졌다. 그러나 불과 4일 뒤인 5월 14일, 경상도에 큰 가뭄이 들어 모가 다 말라 죽었다는 경상 감사의 보고가 접수되었다. 이틀 뒤에는 전라 감사가 참혹한 가뭄이 들었음을 보고했다.
살인적인 가뭄이 계속되던 5월, 22일에 갑자기 큰 비가 내렸고, 다음날인 23일에도 비가 계속되었다. 가까스로 가뭄을 견뎌낼 수 있었으나 이미 절기를 넘겼기 때문에 파종 시기를 놓쳐 농사를 망치고 말았다. 어디 한 곳만 그런 것이 아니라, 조선 팔도가 모두 흉년이 들었다.

#### 수해
비록 이미 농사는 망쳤지만, 5월 말에 내린 비로 가뭄이 끝나는가 싶더니, 이번에는 홍수가 찾아왔다. 6월 1일, 전라도에 큰 비가 연일 내려 들판이 강이 될 지경이라는 전라 감사의 보고가 접수되었다. 6월 8일에는 경상도에 참혹한 홍수가 졌다는 경상 감사의 보고가 올라왔다. 이어 6월 20일에 경기도에 큰 물이 졌다는 경기 감사의 보고가 올라왔다. 당시 전국 각 도에 모두 홍수가 일어났는데, 주요 식량 생산지인 호남이 그 피해가 특히 심했다. 불과 한 달 전까지만 해도 비가 안 와서 기우제를 지냈는데, 이제는 비가 너무 쏟아져서 기청제를 지내자는 말이 나왔다. 기청제를 건의한 영중추부사 이경석이 기청제와 동시에 죄수를 너그럽게 처리하자고 건의했지만, 임금이 몸이 아프다는 이유로 보류하고 우선 기청제를 지낼 것을 명했다. 이에 이틀 뒤인 6월 22일에 사대문에서 기청제를 지냈다. 하지만 7월 1일이 되자마자 함경도의 수재가 아주 참혹하다는 함경 감사의 보고가 접수되었다. 다음날인 7월 2일, 이번에는 황해도에 홍수가 났으며, 홍수로 인한 산사태로 사람이 깔려 죽었다는 보고가 올라왔다. 7월 11일에는 또 평안도에 큰비가 내려 곡식이 손상되었다는 보고가 올라왔다. 같은 날 함경도에 수재가 매우 참혹하다는 보고가 올라왔다. 8월 27일에는 전라도 화순군에서 9세의 아이가 큰 바람에 떨어져 죽었으며, 부안의 변산의 금송(禁松) 수백 그루가 모두 뽑혀 나갔으며, 장흥에서는 해산물을 채취하려 바다에 나간 12명이 바다에 빠져 죽었다. 또한 강원도에 9월 1일부터 3일까지는 비와 바람이 크게 일어났으며, 같은 달 8일에는 광풍이 불고 비와 우박이 동시에 내렸다. 같은 달 9일에는 제주 목사가 7월 27일에 일어난 강풍과 폭우로 사람이 죽고 풀과 나무가 소금에 절이고 대나무, 귤나무, 유자나무, 소나무 등이 마르는 등의 피해를 보고했다. 또 같은 달 17일에는 강원도에 큰 바람이 불고 큰비가 내려 지붕의 기와가 모두 날아가고 도로가 시내로 변했으며, 벼가 떠내려가 모든 들판이 비었다. 또한 우박이 내렸다. 11월 17일에는 나주 영산강에 천둥과 번개와 함께 큰 비가 내려 영산강 일대의 밀과 보리가 모두 잠겼다.

#### 해수와 해충
5월 12일, 전근대 농업의 가장 심각한 재앙인 누리 떼가 경기도에서 최초로 발견되었음이 보고되었다. 6월에는 함경도에 누리 떼가 온 들판에 퍼져 각종 곡식을 빨아먹고, 딱정벌레목 곤충(원문에는 갑충(甲蟲)이라고 표현)들이 물밑으로 들어가 해를 끼치며, 참새 천만 마리가 하늘을 뒤덮어 곡식은커녕 도토리와 밤도 열리지 못했다. 이것은 7월 11일에 서울에 보고되었다.

### 1671년 신해

#### 사회 문제로의 비화
기근이 진행되면서 곳곳에서 자식이나 부모를 버린다든가, 아니면 죽인다는가, '사람이 사람을 잡아먹는 일'이 나타나기 시작했다. 1월 11일에는 전라 감사 오시수는 갓난아이를 도랑에다 버리는 사람이 있다고 보고했으며, 3월 21일에는 연산(連山: 현 충청남도 논산시 연산면 연산리)에 사는 사노비 순례(順禮)가 그의 죽은 다섯 살 된 딸과 세 살 된 아들을 먹었는데, 승정원에서는 "실제로는 진휼의 정사가 허술해서 그런 것입니다."라고 말하기도 했다. 4월 3일에는 예닐곱 살 된 아이를 나무에 묶어 두고 가는 사람도 있었으며, 같은 달 6일에는 선산부(善山府: 현 경상북도 구미시 선산읍)의 한 여자는 그의 여남은 살 된 어린 아들이 이웃집에서 도둑질했다는 이유로 물에 빠뜨려 죽이고, 또 한 여자는 서너 살 된 아이를 안고 가다가 갑자기 버리고 가기도 했다. 또 겨울에는 어떤 사람이 자신의 늙은 어머니를 길에다 버리는 일도 있었다.

### 구휼의 진행
경술년 3월 11일에 경기도의 고을에 쌀 8천석을 구휼이랍시고 내놓았는데, 모두 썩은 쌀이라 백성들이 괴로워했다. 다음날 남인 당수 허적이 산골에 둔전을 만들고 유이민들을 모아 군부대를 만들 것을 건의했는데, 일개 부대를 만들 수 있을 정도로 유랑생활 하는 백성이 많았음을 보여준다. 3월 20일에 강화 유수 김휘가 갑진년 이전의 환곡을 탕감해 줄 것을 임금에게 청했다. 하지만 임금은 윤허하지 않았다. 세금을 납부하지 못하는 지경이 되었는데도 지배층은 아직 위기의식을 느끼지 못했다. 4월 3일에 조운선이 침몰하자 평안 감사가 장계를 올려 환곡미 탕감을 요청했고, 침몰한 배의 530석, 미납된 환곡 160석을 탕감했다.
5월에 이르러 가뭄이 재난적 수준에 이르자 서울의 감옥에 갇힌 죄수들을 너그럽게 처리하라고 명했다. 또한 외방의 죄수들도 그 심리를 즉시 시행하라고 명령하고, 역시 너그럽게 처리하라고 명했다. 5월 6일에 임금이 희정당에 나아가 심리를 시작했다. 이때 형기가 짧은 죄수 472명을 모두 석방할 것을 명하고, 북방에 귀양 간 이가 너무 많다 하여 남방으로 옮기라고 명했다. 심리는 다음날까지 계속되어, 5월 7일에 끝났다.
가뭄이 끝나고 홍수가 찾아오기 시작한 6월 5일, 대사헌 김수항이 사표를 내며 각종 민생구제책을 건의했다. 김수항뿐만 아니라 여러 신하가 진언했는데, 이 중 실지로 채용된 의견은 하나도 없었다. 6월 21일, 충청도의 수재민 구제를 위해 특전을 내렸다. 이런 와중에도 백성들을 수탈하는 못된 무리가 있어, 어민들을 수탈한 벼슬아치 둘이 처벌을 받았다. 7월 6일에 전라 감사가 도내에 굶주린 사람이 많다고 하자 다시 특전을 내려 구휼하게 했다. 7월 13일, 그저 소결에 그치지 않고 대대적인 사면령을 반포했다.

## 같이 보기
- 덴메이 대기근
- 을병대기근

## 참고 자료
- 《조선왕조실록》 〈현종실록〉, 〈현종개수실록〉